# Horst Feuerstein
Horst Feuerstein war ein deutscher Komiker, Moderator und Unterhaltungskünstler, der vor allem in der DDR bekannt war.

## Leben
Horst Feuerstein war in der Deutschen Demokratischen Republik ein sehr bekannter Komiker und Humorist. Er trat ab den 1950er-Jahren in zahlreichen Sendungen des Deutschen Fernsehfunks auf, wie in Ein Kessel Buntes, Da liegt Musike drin, Zwischen Frühstück und Gänsebraten, Herzklopfen kostenlos, Wünsch Dir was, Nacht der Prominenten, Da lacht der Bär oder in Klock 8, achtern Strom. Feuerstein erzählte dabei oftmals Witze und trat mehrmals gemeinsam mit anderen Komiker-Kollegen und Sketchpartnern auf, wie beispielsweise mit Eberhard Cohrs, Winfried Krause, Bobby Bölke, Günther Krause, Wolfgang Brandenstein oder auch mit Musikern wie Chris Doerk. Feuerstein absolvierte als Komiker zudem Tourneen quer durch alle DDR-Bezirke und trat an verschiedenen Theaterhäusern in Bühnenprogrammen als Conférencier auf. Als Bühnendarsteller wirkte er am Theater oftmals in verschiedenen Kabarett-Programmen mit, so unter anderem auch am Steintor-Varieté.
Über seinen weiteren Lebensweg und sein Privatleben sind bislang keinerlei Informationen veröffentlicht worden. Es ist auch nicht bekannt, wann Feuerstein verstorben ist. Die Zeitung Freiheit, die regelmäßig über seine Auftritte berichtete, nannte ihn letztmalig am 30. Dezember 1980 als Teil des Duos Horst Feuerstein/Winfried Krause in der Sendung Zwischen Frühstück und Gänsebraten, die in der Weihnachtszeit 1980 ausgestrahlt wurde.